# Estació d'Universitat

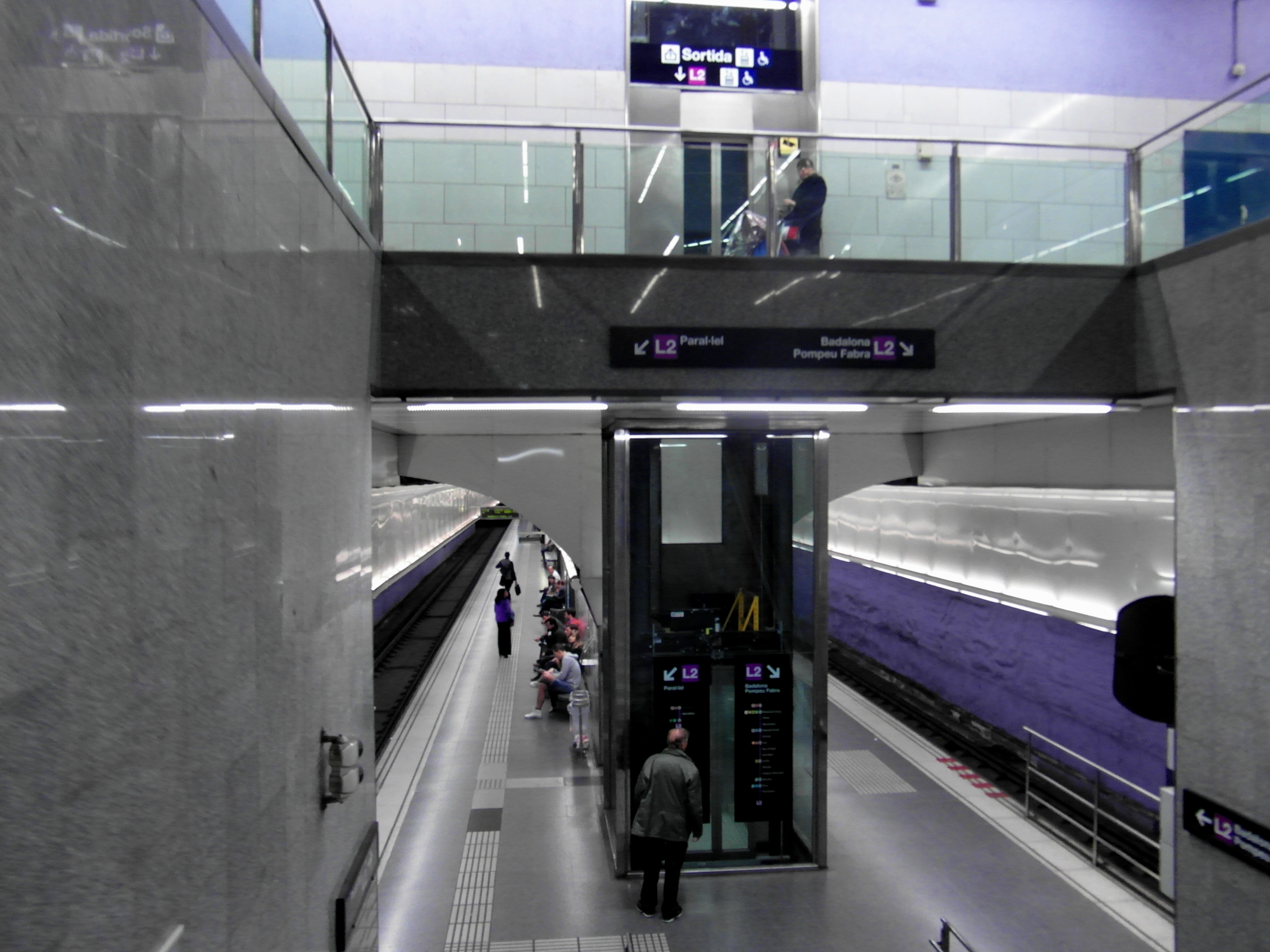
L'estació de metro L2

Universitat és una estació de les línies L1 i L2 del Metro de Barcelona situada sota la Plaça de la Universitat al districte de l'Eixample però molt a prop del de Ciutat Vella a Barcelona.
L'estació de la L1 es va inaugurar el 1926 com a part del primer tram posat en servei del Ferrocarril Metropolità Transversal. Aquesta va ser tancada entre 1971 i 1972 quan es va construir el túnel de Renfe entre Sants i Plaça de Catalunya, que pasa molt a prop de l'estació, tant que les andanes de la L1 estan una a sobre de l'altra per manca d'espai.
Al cap de força anys, el 1995, es va inaugurar l'estació de la L2 del Metro de Barcelona. En aquest moment l'estació va ser adaptada per a persones amb mobilitat reduïda.
| Metro de Barcelona     |             |       |                   |                        |
| Procedència/Destinació | <           | Línia | >                 | Procedència/Destinació |
| Hospital de Bellvitge  | Urgell      |       | Catalunya         | Fondo                  |
| Paral·lel              | Sant Antoni |       | Passeig de Gràcia | Badalona Pompeu Fabra  |

## Accessos
- Plaça de la Universitat
- Carrer Pelai
- Ronda de la Universitat
- Ronda de Sant Antoni

## Intervenció arqueològica
El 1994 es va dur a terme una intervenció arqueològica a l'esapi, motivada per la remodelació de l'estació de metro de la plaça de la Universitat de Barcelona, lloc on era probable l'aparició d'algun tram de la segona muralla iniciada al segle xiv i que no es va enllestir fins al segle xvii. Les obres implicaven rebaixos de fins a 5,60 m de fondària a la plaça, mentre que en altres llocs com la Ronda Santa Antoni tan sols es va arribar als 3 m. per sota del nivell de circulació. Els resultats de la intervenció van ser positius posant al descobert les restes d'un dels baluards defensius de la segona muralla medieval de Barcelona, anomenat baluard dels Tallers, la construcció del qual es datava històricament l'any 1697. Amb l'excavació es va poder establir una seqüència cronològica estratigràfica juntament amb el material ceràmic que van corroborar aquesta datació. Els tallers foren un portal i un carrer. Quan es construïa la murada de la Rambla (any 1363), hi existia ja el 'barri dels tallers' en la part interior (Vico dels Tayers). El seu nom prové dels talladors de carn que hi havia a la rodalia.